# Deutsche Betriebsgesellschaft für drahtlose Telegrafie
Die Deutsche Betriebsgesellschaft für drahtlose Telegrafie mbH (Debeg), Eigenschreibweise auch DEBEG, war eine in der Geschichte der Funktechnik in Deutschland bedeutsame Gesellschaft (mit beschränkter Haftung) für drahtlose Telegrafie.
Die Debeg zählte zu den größten Ausrüstern im Seefunkdienst. Während sie selbst nur wenige eigene Geräte entwickelte, fungierte sie hauptsächlich als Systemanbieter sowie durch Beratung und Unterstützung ihrer Kunden und verfügte über ein weltweites Vertriebsnetz.

## Geschichte

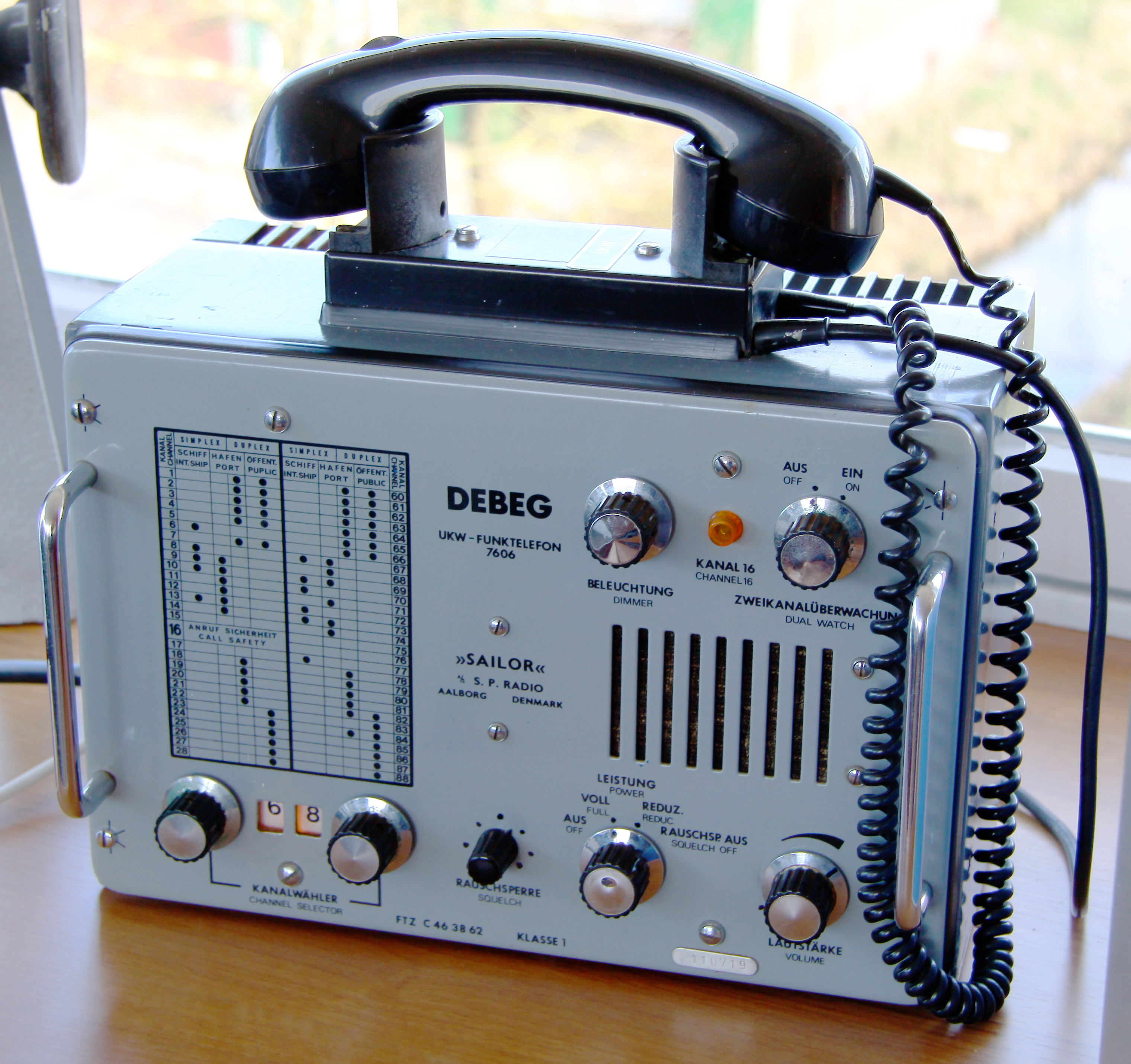
DEBEG-UKW-Funktelefon 7606 (ursprünglich Sailor RT 143).

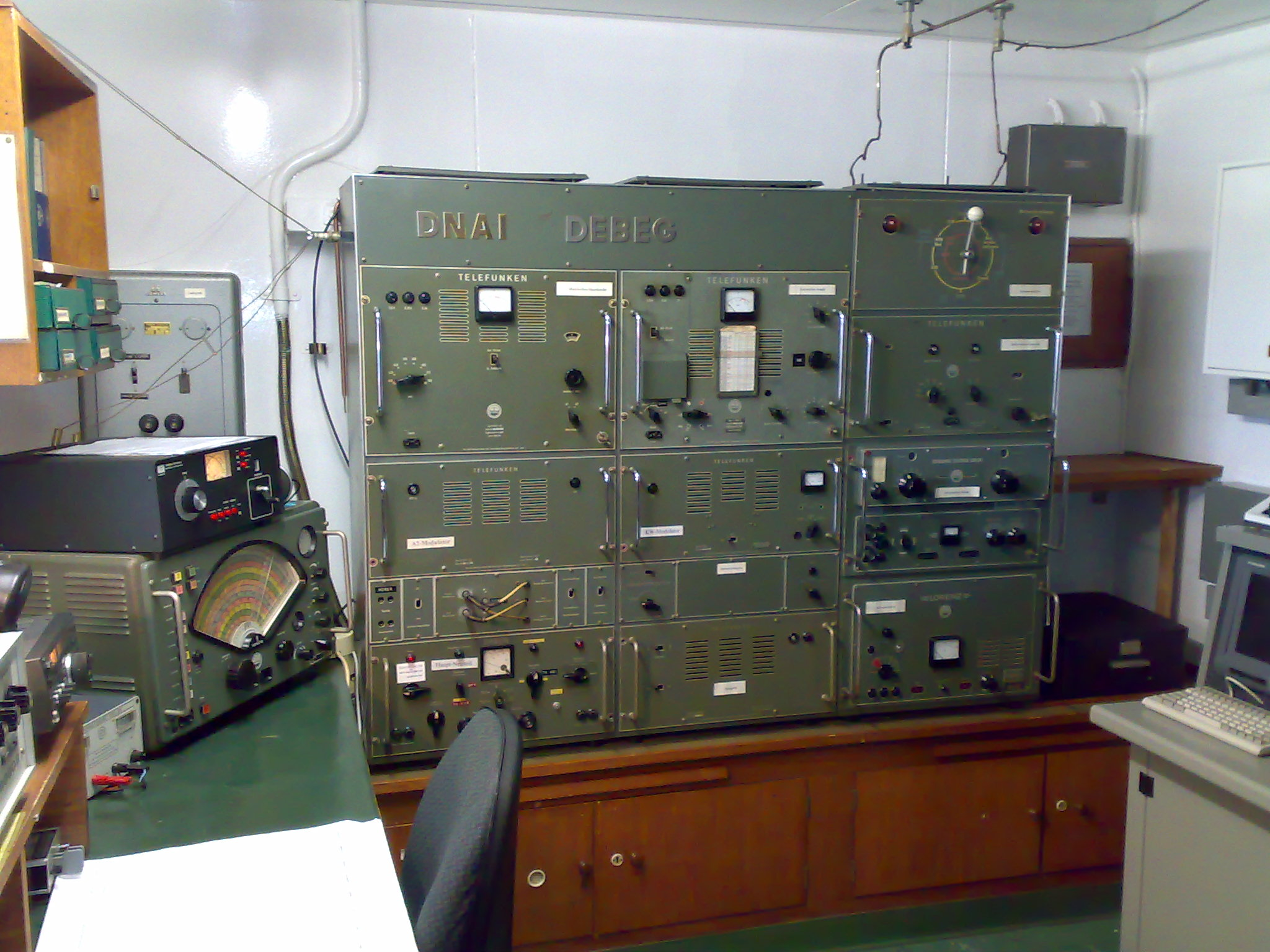
DEBEG-Funksendeanlage (Rufzeichen DNAI) an Bord des Museumsschiffs Cap San Diego im Hamburger Hafen (Stand der Technik ca. Mitte der 1960er-Jahre).

Die Debeg wurde am 14. Januar 1911 in Berlin gegründet. Gesellschafter waren die AEG Aktiengesellschaft, Siemens & Halske, Telefunken sowie die in Brüssel ansässige belgische Compagnie Télegraphie sans fil (Gesellschaft für drahtlose Telegraphie). Ihr Leiter wurde der deutsche Hochfrequenztechniker Hans Bredow (1879–1959).
Im Jahr 1913 gründete die Debeg zusammen mit der Deutsch-Niederländischen Telegraphengesellschaft A.G. die Deutsche Südseegesellschaft für drahtlose Telegraphie A.G., die von der Reichsregierung die Konzession zur Herstellung und zum Betrieb der Funkanlagen in den damaligen „deutschen Schutzgebieten“ in der Südsee erhielt. Noch vor dem Ersten Weltkrieg, am 1. Dezember 1913, wurden Sendeanlagen auf Nauru und  Jap in Betrieb genommen. Am 1. August 1914 folgte die Großfunkstelle Apia und wenige Tage später Rabaul. Mit Ausbruch des Ersten Weltkriegs mussten die weltweit etwa 380 Funkstellen der Debeg den zivilen Funkverkehr einstellen.
Nachdem es in den ersten Jahren vorwiegend Sende- und Empfangsgeräte von Telefunken waren, wurde die Produktpalette der Debeg bald auf zahlreiche namhafte in- und ausländische Hersteller erweitert. Dazu gehörten Firmen wie Dancom, Drake, Eddystone, ITT, Lorenz, Sailor, Scanti und Siemens. Deren Erzeugnisse erhielten ein Debeg-Label und eine Debeg-Typennummer und wurden als Einzelgeräte bis hin zur vollständigen Ausstattung von Funkräumen angeboten. Außer Schiffsfunkstellen rüstete Debeg auch Funkkammern von Luftschiffen aus. Im Jahr 1925 wurde in Berlin zusätzlich eine Funkschule für Bordtelegrafisten gegründet. In den 1930er-Jahren verlegte Debeg zusammen mit der Funkschule den Sitz nach Hamburg, wo fortan viele der auf deutschen Schiffen weltweit fahrenden Funkoffiziere ausgebildet wurden.
Nach dem Zweiten Weltkrieg kamen weitere Produkte wie Seenotfunkbojen hinzu, beispielsweise die Debeg 7520.
In den 1980er-Jahren zog sich die Firma Siemens zurück. Stattdessen bestimmte nun die AEG Aktiengesellschaft allein die Geschicke der Debeg. Im Jahr 1988 wurde sie in den AEG-Fachbereich Marinetechnik integriert und verlor so ihre eigenständige Marke.